# Limes Noricum

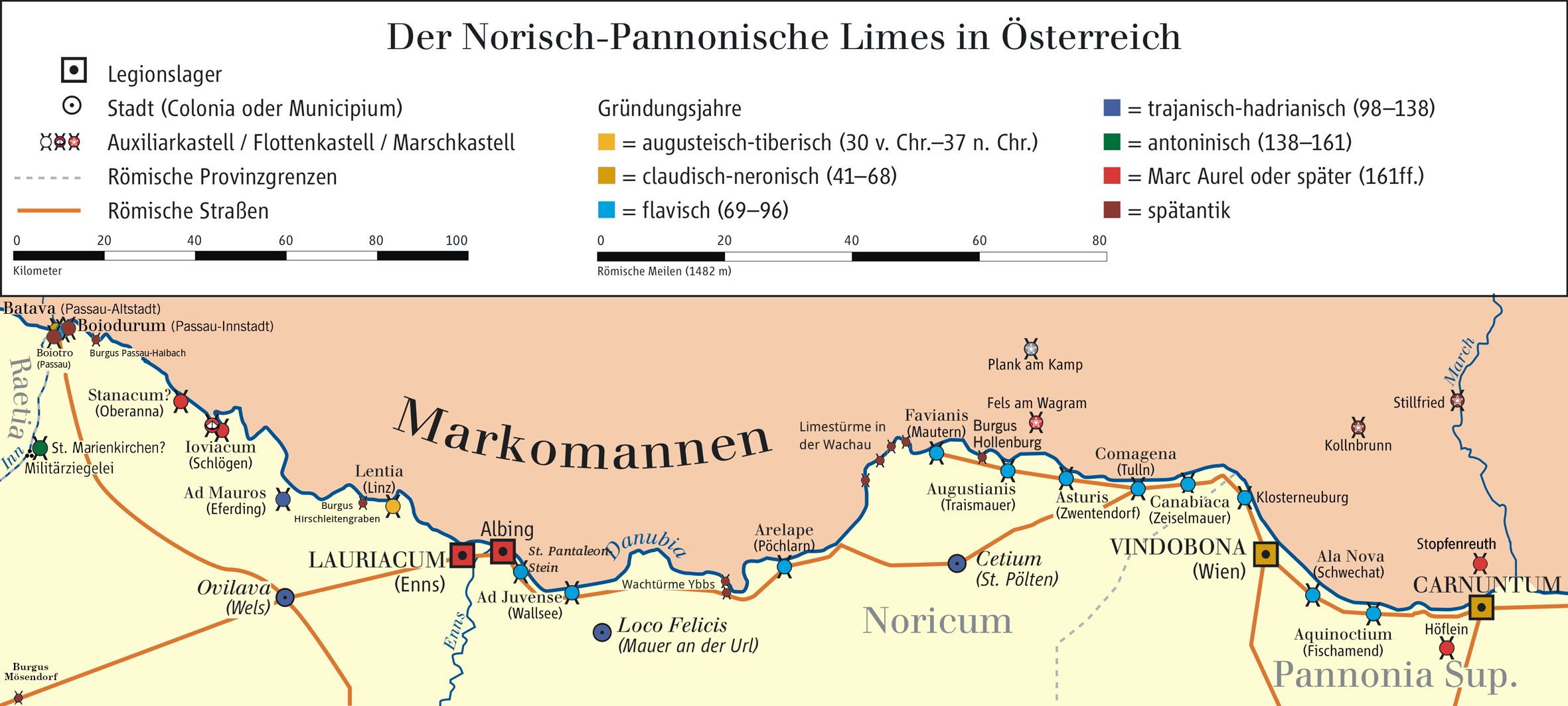
De Limes in Noricum en Opper-Pannonië

De Limes Noricum (Ripa Danuvi Provinciae Norici) was een grensverdedigingszone of militair district voor de bescherming van de Romeinse provincie Noricum. Zijn keten van forten behoorde tot het centrale deel van de Donau-limes. De grenslijn liep van de huidige Vrijstaat Beieren tot de provincie Neder-Oostenrijk en werd van de 1e tot de 5e eeuw na Christus continu bezet door Romeinse soldaten.
De Donau vormde meer dan 400 jaar lang de noordgrens van het Romeinse Rijk. De Norische Limes verbindt in het oosten met de Pannonische Limes in het huidige Hongarije. Een doorlopend barrièresysteem, zoals bijvoorbeeld de Muur van Hadrianus in Noord-Engeland of  de Opper-Germaans-Raetische limes in Raetia, was daar overbodig, omdat rivieroevers met minder inspanning in termen van mensen en materialen konden worden beveiligd. Gedurende deze tijd werden talrijke vestingwerken gebouwd op het zuidoostelijke Beierse/Oostenrijkse grensgedeelte, evenals civiele nederzettingen en administratieve centra. Deze vormden vaak de kern van de huidige steden en dorpen. De indeling van hun gebouwen wordt soms nog bepaald door Romeinse bouwresten en straatindelingen. De provincie Noricum was het beginpunt of eindpunt van handels- en transportroutes die leidden naar alle belangrijke regio's van het Romeinse Rijk. Deze moesten vrij worden gehouden en gecontroleerd door het leger en de daar gestationeerde vlooteenheden. Het merendeel van de bezettingstroepen bevond zich in forten, kleine forten en wachttorens die op regelmatige afstanden langs de rivieroever waren gebouwd. De Limes hadden ook een grote invloed op het economische en culturele leven van de burgerbevolking, aangezien het achterland een van de belangrijkste bevoorradingsgebieden was voor de grenstroepen en zij garant stonden voor een diepgaande en duurzame romanisering van de provincie. In tegenstelling tot het naburige Pannonië speelde Noricum pas in de late oudheid een prominente rol in de keizerlijke politiek.